# Huyện Comilla
Comilla là một huyện thuộc division Chittagong, Bangladesh. Huyện này có diện tích 3085 km², dân số năm 2002 là 4586879 người, mật độ dân số là 1487 người/km².